# FF Aquilae
FF Aquilae (FF Aql) es una estrella variable en la constelación del Águila de magnitud aparente media +5,31. La medida de su paralaje llevada a cabo con el telescopio espacial Hubble (2,81 ± 0,18 milisegundos de arco) ha permitido calcular su distancia al sistema solar, aproximadamente 1160 años luz.
FF Aquilae pertenece al grupo de las cefeidas, clase de variables pulsantes que muestran modulaciones periódicas en su luminosidad extremadamente regulares, siendo Mekbuda (ζ Geminorum) y η Aquilae —esta última también en la constelación del Águila— dos de sus más conocidas representantes. El brillo de FF Aquilae oscila entre magnitud +5,18 y +5,68 a lo largo de un período de 4,470916 días.
La estimación de su diámetro angular (0,48 milisegundos de arco), unida a la distancia calculada a partir de su paralaje, da como resultado un diámetro real aproximadamente 18 veces más grande que el del Sol. Este valor no es excesivo para una estrella de sus características; como ejemplo, η Aquilae tiene un diámetro unas 60 veces mayor que el diámetro solar. FF Aquilae tiene una masa aproximada de 4,5 masas solares y una edad de 50 ± 4 millones de años.
La metalicidad de FF Aquilae es comparable a la del Sol ([Fe/H] = +0,02).
Cobre, zinc e itrio son casi el doble de abundantes que en el Sol, pero elementos como carbono y magnesio son deficitarios ([C/H] = -0,26).
FF Aquilae es, además, una binaria espectroscópica cuyo período orbital es de 1432,4 días. La compañera parece ser una estrella de la secuencia principal de tipo F1V con una masa de 1,6 masas solares, separada de la estrella principal unas 4,5 UA.